# Касперський Станіслав Шакурович
Станісла́в Шаку́рович Каспе́рський (рос. Станислав Шакурович Касперский; * 1939, Новочеркаськ) — російський поет. Член Спілки письменників Росії.

## Біографічні відомості
Закінчив Кам'янець-Подільський індустріальний технікум і Саратовський університет.
Перші вірші Касперського було опубліковано в газетах. Друкувався в різних періодичних виданнях. Випустив збірки віршів:
- «Перед завтрашним днем»,
- «В низине, возле краснотала».

Живе в Ставрополі.